# Distrikt Santo Domingo de Anda
Der Distrikt Santo Domingo de Anda liegt in der Provinz Leoncio Prado in der Region Huánuco in Zentral-Peru. Der Distrikt wurde am 24. Juli 2016 aus Teilen des Distrikts José Crespo y Castillo gebildet. Er erstreckt sich über eine Fläche von 281 km². Beim Zensus 2017 wurden 2752 Einwohner gezählt. Sitz der Distriktverwaltung ist die etwa 610 m hoch gelegene Ortschaft Pacae mit 333 Einwohnern (Stand 2017). Pacae befindet sich 31 km nordnordwestlich der Provinzhauptstadt Tingo María. Die Nationalstraße 5N von Tingo María nach Tocache durchquert den Distrikt.

## Geographische Lage
Der Distrikt Santo Domingo de Anda befindet sich am Ostufer des nach Norden strömenden Río Huallaga im zentralen Osten der Provinz Leoncio Prado. Der Distrikt erstreckt sich über die Westflanke der Cordillera Azul.
Der Distrikt Santo Domingo de Anda grenzt im Südosten und im Süden an den Distrikt Pueblo Nuevo,  im Norden an den Distrikt José Crespo y Castillo sowie im Osten an den Distrikt Padre Abad (Provinz Padre Abad).

## Ortschaften
Im Distrikt gibt es neben dem Hauptort folgende größere Ortschaften:
- Santo Domingo de Anda (612 Einwohner)